# Hannusîne, Polonne
Hannusîne (în ucraineană Ганнусине) este un sat în orașul raional Polonne din regiunea Hmelnîțkîi, Ucraina.

## Demografie
Componența lingvistică a localității Hannusîne
     Ucraineană (98,92%)
     Rusă (1,08%)
Conform recensământului din 2001, majoritatea populației localității Hannusîne era vorbitoare de ucraineană (98,92%), existând în minoritate și vorbitori de rusă (1,08%).